# Крейґ Стівенс
Крейґ Стівенс  (англ. Craig Stevens, 23 липня 1980) — австралійський плавець, олімпійський медаліст.

## Виступи на Олімпіадах
| Олімпіада  | Дисципліна                             | Місце |
| ---------- | -------------------------------------- | ----- |
| Афіни 2004 | плавання на 1500 метрів вільним стилем | 8     |
| Афіни 2004 | естафета 4 × 200 вільним стилем        | 2     |
| Пекін 2008 | плавання на 400 метрів вільним стилем  | 25    |
| Пекін 2008 | плавання на 1500 метрів вільним стилем | 15    |